# Штольня

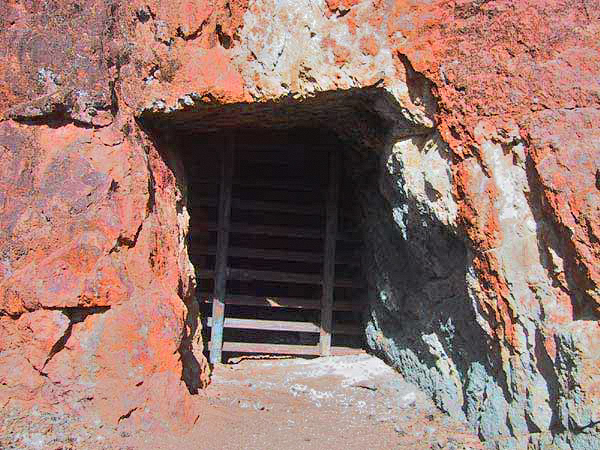
Вход в заброшенную штольню (Орегон, США)

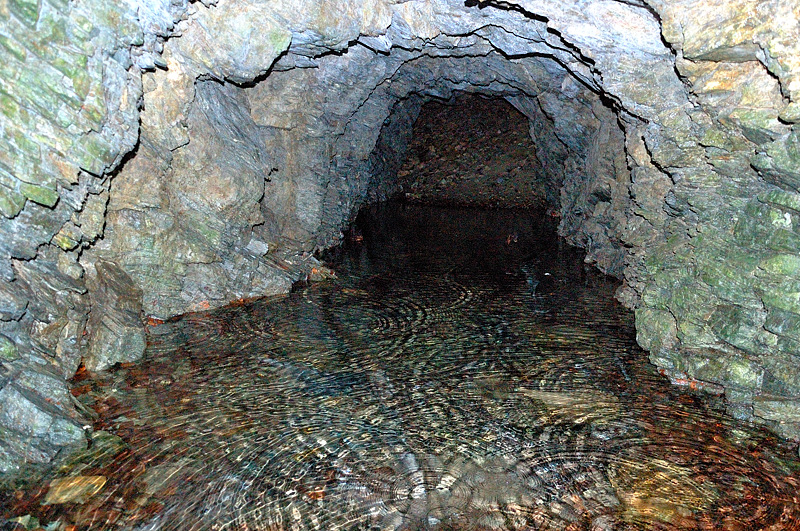
Заброшенная и затопленная штольня золотого прииска

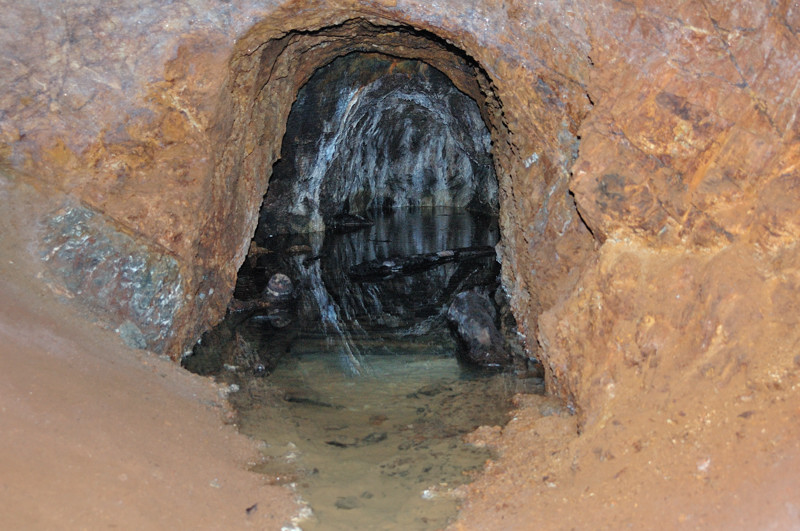
Заброшенная штольня антимонитовой шахты

Што́льня (от нем. Stollen) — горизонтальная или наклонная горная выработка, имеющая выход на поверхность, проведённая на местности со сложным рельефом.

## Классификация
Выделяют штольни:
- разведочные
- эксплуатационные (для разработки месторождения)
- откаточные
- вентиляционные
- водоотливные[1].

Иногда пробивается «вассерштольня».

## Назначение
В зависимости от назначения штольни бывают вентиляционными и эксплуатационными, нередко соединяют уровни подземных сооружений. В эксплуатационных штольнях обычно размещены средства перемещения (подъёма и спуска) — лестницы, лифты, монорельсы, а также коммуникации.
В горнопроходческой отрасли штольней называется выработка, имеющая выход на земную поверхность и предназначенная для добычи полезных ископаемых или обслуживания горных работ. Является основной вскрывающей выработкой при разработке месторождений в районах со сложным (гористым) рельефом.
Форму и величину поперечного сечения штольни, а также тип крепи выбирают в зависимости от горно-геологических горно-технических условий.

## Дренаж
Большинство штолен спроектированы с небольшим наклоном вверх от входа, чтобы вода свободно вытекала из шахты. Шахты с штольнями могут быть частично осушены за счёт силы тяжести или с помощью механических средств, использующих силу тяжести. Глубина, до которой шахта может быть осушена только силой тяжести, определяется самой глубокой открытой штольней, известной как «дренажная штольня». В США также распространён термин «дренажный туннель» (en:Drainage tunnel). Горные выработки выше этого уровня останутся незатопленными до тех пор, пока штольня не будет заблокирована. Все горные выработки ниже дренажной штольни и уровня грунтовых вод затопятся, если не использовать механические средства для дренажа. До изобретения паровой машины это было основным ограничением для глубокого горного дела. Штольни полезны для глубоких шахт, так как вода должна подниматься только до дренажной штольни, а не на поверхность.
Из-за значительного сокращения текущих расходов, которые может обеспечить дренажная штольня, их иногда прорывали на большие расстояния для этой цели. Одним из примеров является тоннель Милвр в Северном Уэльсе, длиной около шестнадцати километров. Другие примеры включают Великую графскую штольню в Корнуолле, представляющую собой сеть штолен длиной в 64 километра, которая использовалась для осушения всей горнодобывающей зоны Гвеннап, и туннель Сутро длиной 6,3 километра на месторождении Комсток в Вирджиния-Сити, Невада. Побочным преимуществом создания таких обширных штолен является возможность обнаружения ранее неизвестных рудных тел, что помогает финансировать огромные расходы.